# Jean Lorougnon Guédé
Jean Lorougnon Guédé, né le 25 août 1935 et mort le 20 juin 1998, est un intellectuel et un homme politique ivoirien. Une  université porte son nom dans la localité de Daloa, ville du centre ouest de la Côte d'Ivoire.

## Carrière universitaire
Jean Lorougnon Guédé accède au rang de Docteur es-Sciences Biologiques, avec mention très honorable et « félicitations écrites du jury », le 1er février 1970, en présence des présidents de l’Assemblée nationale, du Conseil économique et social et de la Cour suprême. Il termine sa carrière universitaire comme professeur de biologie végétale à la Faculté des sciences de l'université d'Abidjan.

## Carrière politique
De 1960 à 1970, Jean Lorougnon Guédé est député et Vice-Président de l’Assemblée nationale de Côte d’Ivoire. Le 5 janvier 1970, il est nommé ministre de l’Éducation nationale par le président Félix Houphouët-Boigny. Un an plus tard, il devient le premier des ministres de la Recherche scientifique de Côte d’Ivoire. Un poste auquel il sera reconduit le 24 juillet 1974 et qu'il occupera jusqu'en février 1981.

## Publications
Le professeur Jean Lorougnon Guédé a publié et contribué à diverses publications scientifiques notamment :
- 1968 : "Mapania rhynchocarpa", nouvelle espèce ouest-africaine: notes cypérologiques XIV (Muséum National d'Histoire Naturelle, Paris) ;
- 1972 : Les Cypéracées forestières de Côte d'Ivoire, Description matérielle (ORSTOM, Paris) ;
- 1982 : Les Anyi-Ndenye et le pouvoir aux dix-huitième et dix-neuvième siècles, Description matérielle (CEDA, Abidjan, Paris) ;
- 1985 : Le Vocabulaire de botanique systématique, Description matérielle (NEA, Abidjan, Dakar, Lomé).